# Adzeux
Adzeux (ou Adzeu) est un hameau du village de Louveigné, dans la province de Liège, en Belgique. Avec Louveigné il fait aujourd'hui partie de la commune de Sprimont ( Région wallonne de Belgique. Ce village faisait partie de l'ancienne commune de Louveigné.

## Géographie
Adzeux est situé dans le Vallon des Chantoirs faisant partie de la bande calcaire de la Calestienne.
Le ruisseau de Banneway, dès son entrée en zone calcaire de la Calestienne, disparaît près du centre du village dans le chantoir d'Adzeux appelé aussi chantoir des Faux Monnayeurs tandis que le ruisseau du Griry passe au sud du village avant de s'engouffrer dans le chantoir du hameau voisin de Rouge-Thier (commune d'Aywaille). De l'autre côté de la route nationale 666, un petit ruisseau venant de l'ouest se jette dans l'imposant chantoir de Grandchamp. Quant au Thier d'Adzeux situé à l'est du hameau, il grimpe les premières pentes boisées de l'Ardenne.

## Patrimoine
- Plusieurs maisons et fermes des XVIIe et XVIIIe siècles construites en moellons de pierre calcaire ou en grès[1].
- Deux chantoirs furent créés par les ruisseaux de Banneway et Griry. Le hameau se trouve dans le 'Vallon des chantoirs'.
- Un important camping résidentiel au sud du hameau.